# Batalla de las Termópilas (279 a. C.)
La batalla de las Termópilas fue un enfrentamiento militar que tuvo lugar en 279 a  C., entre tribus galas y un ejército griego de etolios, beocios, atenienses, y focidios en las Termópilas. Los galos, dirigidos por Breno, resultaron victoriosos, y avanzaron hasta la península griega del Peloponeso, donde llegaron a Delfos, pero fueron derrotados y masacrados en el regreso.

## Antecedentes
A principios del siglo III a. C., un jefe llamado Cambaules dirigió la primera expedición que llegó a Tracia, pero se retiró en cuanto se dio cuenta de que no tenía suficientes hombres como para enfrentar a los griegos. Sin embargo, los veteranos de dicha campaña trajeron noticias del rico botín conseguido y convencieron a lanzar una nueva campaña. Con muchos infantes y jinetes a su disposición, los jefes se dividieron en tres columnas: Ceretrio se dirigió al Este, contra los tribalios y Tracia; Breno y Acicorio marcharon a Peonia; y Bolgio marchó por el Oeste contra ilirios y macedonios. La campaña fue apodada «la gran expedición» contra Macedonia y Grecia central.
Este último enfrentó a Ptolomeo Cerauno, quien murió en el combate y la mayoría de sus soldados macedonios le siguieron a la tumba. Sin embargo, los celtas volvieron a retroceder y no entraron en la Hélade propiamente tal. Según Justino, Breno decidió unirse a Bolgio para saquear el reino y forzó a los locales a refugiarse en sus ciudades. Como el botín no era demasiado grande, empezaron a robar los santuarios y se decidieron atacar el riquísimo de Delfos. Breno reunió a los jefes tribales y les convenció de atacar las ricas pero debilitadas polis helenas, especialmente sus santuarios; entre los que convenció estaba Acicorio. Con semejante apoyo, Breno se decidió a atacar Grecia. Las polis, muy debilitadas en esa época, se decidieron a resistir o morir, pues conocían las noticias de la brutalidad ejercida por los celtas en Peonia, Tracia y Macedonia.

## Fuerzas enfrentadas

### Celtas
El ejército celta reunido sumaba, según Pausanias, 152.000 infantes y 20.400 jinetes, pero como cada guerrero a caballo tenía dos sirvientes montados, así que en realidad eran 61.200 hombres montados. Estos sirvientes y sus animales eran usados para reemplazar a sus jefes y/o caballos si resultaban heridos o muertos en batalla, asegurándose de llevar a cualquier noble herido al campamento. A los griegos, este sistema les recordaba el usado por los Inmortales persas. Marco Juniano Justino dice que eran 150.000 infantes y 15.000 jinetes. El monje benedictino del siglo VIII, Pablo el Diacono, afirmaba que fueron 100.000 hombres, mujeres y niños quienes invadieron Grecia. Diodoro Sículo creía que Breno tenía 150.000 infantes y 10.000 jinetes bajo su mando, todos ellos acompañados de una horda de no combatientes y comerciantes y 2.000 carromatos.
Diodoro también da a entender que las tribus celtas más pequeñas tenían 50.000 integrantes y las más grandes 200.000. Basados en estimaciones demográficas modernas, eso significa que había tres no combatientes por cada hombre adulto, lo que equivale a 12.500 a 50.000 guerreros como máximo. Sin embargo, actualmente tales números se consideran exagerados. El británico Peter Berresford Ellis dice: «difícilmente podría tener más de 12.000 combatientes, incluso según una estimación conservadora basada en una tribu poblada». Durante las migraciones celtas, «los combatientes reales no pueden haber sido numerosos», aunque es probable que estuvieran reforzados por contingentes tracios e ilirios.
El estadounidense F. E. Ray reconoce que las fuentes dan a entender que eran varias tribus. También que los números de guerreros aportados por Pausanias, Justino y Diodoro, probablemente se refieran en realidad al número de guerreros y considerando una media de tres no combatientes por cada hombre adulto, pudieron ser 43.000, 41.000 y 40.000 efectivos. Además, el número de guerreros que atacó Callium acorde a Pausanias o de muertos según Diodoro posiblemente también eran reminiscencias del total de combatientes. Basado en estos datos, Ray especula que debieron ser unos 40.000 guerreros en total. Otras estimaciones modernas, como la del inglés J. D. Montagu, reducen aún más el número de guerreros celtas involucrados en la invasión, 20.000 a 30.000 como mucho.

### Griegos
La hueste griega se componía de 10.000 hoplitas y 500 jinetes beocios al mando de Cefisodoto, Teáridas, Diógenes y Lisandro; 3.000 infantes y 500 jinetes focios a las órdenes de Critóbulo y Antíoco; 700 infantes pero ningún jinete de Lócrida dirigidos por Midias; 400 hoplitas de Mégara con Hipónico a la cabeza; 7.000 hoplitas, 900 peltastas y un número incierto de jinetes etolios de Poliarco, Polifrón y Lacrates; 1.000 hoplitas, 500 jinetes y toda la flota de Atenas encabezados por Calipo; por último, 500 mercenarios enviados por el rey de Macedonia y otros 500 enviados por el rey de Asia. Es posible que fueran, según Montagu, unos 30.000 en total. En cambio, Ray señala que debieron ser 20.000 infantes pesados, 4.000 hostigadores y 2.000 jinetes aproximadamente.
Probablemente, los seléucidas enviaron un contingente para obtener información sobre los celtas.

## Batalla

### Primer ataque

Las expediciones celtas hacia Oriente en el siglo III a. C.

Los griegos reunieron un ejército comparable al que enfrentó a Jerjes el Grande y también establecieron una línea defensiva en el paso de las Termópilas. En esos momentos, los celtas estaban en las cercanías de Ftiótide y Magnesia y resolvieron enviar a su caballería y a 1.000 infantes ligeros a cruzar el río Esperqueo, pero al llegar a sus orillas encontraron los puentes derribados.
En respuesta, Breno ordenó a sus 10.000 más altos y mejores nadadores cruzar durante la noche por la zona donde el río se ensancha como un lago, usando sus escudos de madera como balsas. Tan pronto los helenos se dieron cuenta de la maniobra resolvieron retirarse, entonces Breno obligó a los habitantes del golfo Maliaco construir puentes sobre el río. Los locales le temían y deseaban que los galos se marcharan al sur lo antes posible. Efectivamente, los celtas marcharon contra Heraclea de Traquinia, cometiendo saqueos y masacres en los pueblos pero mostrándose incapaces de tomar la ciudad.
Desertores griegos informaron al jefe galo de las fuerzas enemigas en las Termópilas y aquel, despreciando a sus enemigos, decidió marchar desde Heraclea al día siguiente. Los helenos les recibieron con una formación cerrada de hoplitas y tropas ligeras arrojándoles flechas o jabalinas. La caballería de ambos bandos resultó inútil, pues el terreno era muy estrecho y el suelo resbaladizo. Los galos eran guerreros experimentados, pero carecían de armaduras a excepción de sus escudos. Lucharon con una furia irracional a pesar de ser heridos con espadas, hachas, jabalinas o flechas, llegando a arrancarse las lanzas del cuerpo y usarlas contra los griegos. Mientras tanto, los trirremes atenientes se acercaron a la orilla y arrojaron flechas o proyectiles. Finalmente, los galos se retiraron en desorden y muchos fueron pisoteados por sus amigos o se ahogaron al cruzar los pantanos.
El ejército griego sufrió 40 muertos ese día, mientras que el número de galos caídos se desconoce porque muchos se hundieron en el lodo. Habían sufrido dos o cuatro bajas por cada enemigo muerto en el combate y una cantidad similar en la retirada.
Después del combate, los helenos enterraron a sus muertos y saquearon a los contrarios, en cambio, los galos no enviaron heraldos a pedir permiso para dar funerales a sus caídos y los dejaron como carroña de las bestias. Probablemente porque deseaban atemorizar a los griegos y no les importaban sus caídos. Entre los griegos, destacó en la batalla Cidias, un joven ateniense que luchó bravamente hasta morir.

### Destrucción de Callium
Siete días después, Breno intento flanquear las posiciones helenas por las montañas, enviando un contingente que subía por el monte Oeta pero fue derrotado por los focios de Telesarco, quien murió en la lucha. Los jefes galos, al no ver mejora, se empezaron a desmoralizar, pero Breno razonó que si podía hacer que los etolios volvieran a sus hogares la batalla le sería más fácil. Después de todo, su contingente era el más grande de la alianza helénica.
Debido a esto, ordenó que 40.000 infantes y 800 jinetes al mando de Orestorio y Combutis regresaran por los puentes sobre el Esperqueo, cruzaran Tesalia y atacaran Etolia. Ray los reduce a un cuarto, es decir, estima que fueron 10.000 agrupados en 8.000 a 8.500 tureóforos armados con espadas, 1.000 a 1.500 hostigadores con jabalinas y unos 1.000 jinetes. Saquearon Callium, matando a todos los hombres, degollando a bebes y ancianos y comiendo y bebiendo la sangre de los lactantes. Las mujeres adultas anticiparon su suerte y se suicidaron, las más jóvenes fueron sometida a violaciones constantes hasta morir de hambre y agotamiento; según Pausanias, los galos abusaban de muertas o moribundas. Funciono, los etolios se retiraron de las Termópilas para salvar las otras ciudades de su país. En toda Etolia se movilizaron a los jóvenes y viejos para defender sus polis e incluso las mujeres se unían a las guarniciones, pues odiaban a los galos más que los hombres. En tanto, cuando los celtas regresaban de la destrucción de Callium por el mismo camino con que atacaron, se encontraron con un cuerpo de hoplitas aqueos al que lograron derrotar por su desesperación y superior número, pero no fue el fin de su lucha, pues hombres y mujeres etolios les arrojaron desde los costados del camino proyectiles de forma constante. Los galos eran víctimas fáciles, pues sólo tenían sus escudos para protegerse, y cada vez que los perseguían, los etolios huían para reorganizarse y volver a la táctica de hostigamiento. Los habitantes de Callium fueron vengados, pues apenas la mitad de los guerreros celtas consiguieron volver al campamento principal.

### Flanqueo final
Por el mismo camino que siguió el persa Hidarnes para flanquear al ejército de Leónidas I y derrotarlo, Breno fue guiado por habitantes de Heraclea y los enianes, pues querían que los celtas abandonaran sus tierras, «cada uno es aplastado por sus propias desgracias, pero no se ve afectado por los males de los demás». Tenía 40.000 guerreros a sus espaldas, aunque otros elevan el número a 65.000 infantes. Ray, siguiendo su teoría que todo ejército celta debe reducirse a un cuarto para obtener un número más realista, los estima en 16.000. Sin embargo, también reconoce que da Pausanias del número de bajas celtas sufridas en esta expedición, le hace considerar posible que fueran 26.000. Se distribuyen en 13.000 a 21.000 tureóforos y 1.600 a 2.600 jinetes.
Breno dejó al grueso de sus hombres con Acicorio, con la orden de no atacar hasta que él hubiera flanqueado a los griegos. Ese día, una densa niebla impidió a los focios detectar el movimiento y se encontraron de frente con los celtas por sorpresa, iniciándose un feroz encuentro en el que finalmente los helenos debieron retroceder. Sin embargo, lograron avisar al resto del ejército de lo que sucedió y el riesgo de ser rodeados.

## Consecuencias

### Avance celta contra Delfos
Las fuerzas griegas se retiraron por mar gracias a la flota ateniense, luego cada contingente volvió a defender sus hogares. Por su parte, Breno no esperó a Acicorio y marchó de inmediato a Delfos a saquear el rico santuario de Apolo. Los habitantes le pidieron consejo al oráculo, que les dijo: «que no tuvieran miedo y prometió que él mismo [Apolo] defendería a los suyos». También ordenó que los campesinos dejaran sus vinos y granos en sus casas aunque nadie entendió el motivo entonces. Los no combatientes y tesoros fueron enviados a ciudades vecinas bien fortificadas, pero las sacerdotisas se quedaron en el templo. Inicialmente Etolia aportó pocos hombres por miedo a los celtas, aunque después Filomelo trajo 1.200 soldados que constantemente atacaron la retaguardia gala, liderada por Acicorio, saqueando el equipaje y masacrando a los porteadores. Esto hizo más lento el avance celta y obligó a Acicorio a dejar una parte de sus guerreros en Heraclea para guardar su bagaje. Mientras los helenos se reunían en Delfos, se vieron portentos que auguraban una mala fortuna a los bárbaros, como truenos y relámpagos continuos sobre su campamento, que mataron a los que golpearon, aterrorizando al resto. También se habrían visto los fantasmas de los héroes  Laodoco, Hiperoco, Pirro y Filaco. En la noche hizo mucho frío, empezó a nevar y les cayeron grandes rocas desde las laderas del monte Parnaso que mataron a muchos.
Cuando Breno tuvo a la vista el santuario, preguntó si sus cansados guerreros debían atacar de inmediato o tomar una noche para descansar. Sus aliados tesalios y enianes, deseosos de botín, le aconsejaron asaltar la ciudad de inmediato, mientras aún no se organizaba la defensa, si les daba tiempo, los habitantes podrían traer refuerzos y ganar nuevos ánimos. Los celtas, después de tantas privaciones, se dispersaron para conseguir provisiones y encontraron en las aldeas con grandes cantidades de vino y alimentos. Se preocupaban más de saquear que de preparar un ataque, dando un respiro a los defensores de Delfos. Por esto el oráculo había ordenado dejar atrás las provisiones. Como los celtas estaban borrachos, los habitantes de Delfos trajeron refuerzos y aseguraron sus defensas, pronto eran menos de 4.000 griegos en las murallas. Ámfisa envió 400 hoplitas y el constante y terrible desgaste que sufrió el ejército galo indican que disponían de un gran número de etolios y focios armados con arcos o jabalinas.
Breno animó a sus guerreros recordándoles el gran botín que había en el santuario, asegurando que las estatuas que se veían a lo lejos eran de oro macizo. Los griegos avanzaron desde Delfos para un ataque frontal a excepción de los focios, que por conocer mejor el terreno montañoso sorprendieron la retaguardia enemiga con jabalinas y flechas. Los celtas cargaron sin miedo por todo el vino que habían bebido, en cambio, los helenos depositaron su fe en Apolo y resistieron desde la cima de una colina, desde donde repelieron los ataques bárbaros con rocas y sus armas. Seguramente estaba formados en una falange de hoplitas en terreno elevado, atrincherados en un pasaje estrecho que llevaba al templo. Con ese orden cerrado de lanzas pudieron resistir la carga de los bárbaros a la vez que la infantería ligera arrojaba proyectiles desde las elevaciones ubicadas en los costados, causando graves pérdidas en un denso contingente de celtas sin armaduras. En medio de la lucha, sacerdotes y sacerdotisas con los cabellos sueltos se precipitaron a la primera línea y exclamaron: «el dios [Apolo] había venido; que lo habían visto saltar a su templo a través del techo abierto; que, mientras todos imploraban humildemente la ayuda de la deidad, un joven de extraordinaria belleza, muy superior a la de los mortales, y dos vírgenes armadas, que venían de los templos vecinos de Artemisa y Atenea, les salieron al encuentro; que no sólo las habían percibido con sus ojos, sino que también habían oído el sonido de un arco y el repiqueteo de armas» y «que no se demoren, cuando los dioses los guiaban, para extender la matanza entre el enemigo, y para compartir la victoria con los poderes del cielo». Fue entonces cuando los griegos avanzaron definitivamente.
Inicialmente, según Pausanias, los celtas resistieron bien, especialmente los guardias personales de Breno, que eran los más altos y valientes del ejército, sin embargo, cuando su jefe fue herido tuvieron que retirarlo de la batalla inconsciente y empezaron a retroceder asesinando a sus propios heridos para no dejarlos atrás. Según Justino, hubo un terremoto que produjo un desprendimiento de tierra que aplastó a parte de los galos y al resto los dispersó. Luego vino una helada y granizos que mataron a muchos heridos. Una fuente dice que Breno llegó a entrar al templo pero no encontró estatuas de oro y plata, sólo de rocas y madera y se burló de los helenos por adorar dioses con forma humana.
Al anochecer, los bárbaros acamparon donde pudieron pero creyeron oír una carga de caballería y enloquecidos temieron un ataque, corrieron a las armas y empezaron a matarse entre sí, incapaces de reconocerse. Supuestamente todo por obra de Pan. En aquellos momentos, los focios no estaban en el campamento griego sino que cuidando los ganados en el campo y fueron los primeros en notar lo que pasaba entre los bárbaros. Después de esto procuraron continuar con el hostigamiento, forzando a los invasores a luchar para conseguir alimentos hasta que padecieran hambre.
Se dice que 6.000 galos murieron en los combates, en la tormenta de nieve y el pánico de esa noche perecieron otros 10.000 y otro tanto por el hambre. Nuevamente, Ray los reduce a un cuarto, alrededor de 6.000 bajas. Además, conjetura que probablemente unos 500 celtas murieron en Termópilas, 2.500 en el ataque al norte de Tesalia, sumados a los caídos en el ataque a Delfos y la subsecuente retirada, bien pudieron perder 15.000 hombres. Además, es posible que otros 15.000 galos heridos fueran dejados atrás o capturados durante el retorno al norte.

### Fin de la campaña
En aquellos momentos, mensajeros atenienses llegaron a Delfos y se enteraron de lo sucedido a los galos. Cuando volvieron con las noticias, el ejército ateniense salió a perseguir a los bárbaros, en Beocia se les unió la hueste local y juntos siguieron a los celtas, matando a todo aquel que se quedaba atrás. La noche anterior, Breno y Acicorio había unido sus fuerzas, que se movían lento por el acoso con proyectiles que sufrían de los etolios y sólo unos pocos llegaron a Heraclea. Ahí trataron de salvar la vida de Breno, pero él se suicidó al saberse derrotado. Los sobrevivientes siguieron hasta el Esparqueo bajo los ataques continuos de los etolios. Después sufrieron el hostigamiento de tesalios y malienses, por lo que ninguno volvió sano a su tierra.
Otra fuente dice que Breno se suicidó durante el combate en Delfos, al no soportar el dolor de sus heridas, y fue Acicorio quien castigó a sus consejeros y lideró la retirada de Grecia acompañado de 10.000 heridos. La marcha fue terrible, sufriendo fríos en la noche y ataques en el día, muriendo muchos por hambre, frío, lluvias, cansancio y falta de sueño. Además, todo el que se quedaba atrás era eliminado por los locales. Supuestamente ninguno volvió a su hogar. Una tercera fuente afirma que, después de perder decenas de miles de sus compañeros en la campaña y herido tres veces, Breno aconsejó a los suyos matarlo a él y todos los heridos, quemar los carromatos y volver a sus hogares sin botín y nombrar a Acicorio como su nuevo rey. Su sucesor le dio un funeral y acabó con los heridos, padeciendo un total de 20.000 muertos. Retrocedió por el mismo camino del que vino y fue hostigado en Tesalia por el hambre y los griegos en su retaguardia, perdiendo otros 20.000 hombres y todo el equipaje. Todos los demás murieron cuando cruzaban el país de los dárdanos. Ray considera que probablemente sobrevivieran a duras penas unos 10.000 celtas.
Supuestamente, Breno se suicidó bebiendo vino puro. Otros dicen que uso una daga.
Un año después, un grupo fue contratado como mercenarios por Nicomedes I de Bitinia contra su hermano Cipetes II y cruzaron a Anatolia. Se establecieron en Galacia hasta que fueron vencidos por Antíoco I Sóter. Otro grupo se instaló en Tracia, donde los venció el rey Antígono II Gónatas en Lisimaquia en 277 a. C..

### Clásica
- Estrabón. Geografía. Libro IV. Digitalizado por Perseus. Basado en traducción griego-inglés, notas y edición por Hans Claude Hamilton (6 primeros libros y William Falconer posteriores), Londres & Nueva York: G. Bell & Sons, volumen I, 1903.
- Diodoro Sículo. Biblioteca histórica. Libros V y XXII. Digitalizada por UChicago. Basada en traducción griego-inglés por C. Bradford Welles, Loeb Classical Library edition, volúmenes III y IX, 1939 y 1957 respectivamente.
- Marco Juniano Justino. Epítome de las Historias filípicas de Pompeyo Trogo. Libros XXIV y XXV. Digitalizado en Attalus. Basado en traducción latín-inglés por John Selby Watson, Londres: George Bell and Sons, 1886. Véase también versión de Tertullian y Forum Romanum.
- Pablo el Diácono. Historia de los pueblos Longobardos. Libro II. Digitalizado por Archive. Basado en traducción latín-inglés por William Dudley Foulke, edición de Edward Peters, University of Pennsylvania Press, 1907. Véase también reimpresión de 2011. ISBN 9780812205589. También edición latina por Georg Waitz, Hannover: MGH SS rerum Langobardicarum et Italicarum, 1878. Digitalizado en Bibliaca Augustana. Véase también en Intra text.
- Pausanias. Descripción de Grecia. Libros I y X. Versión digitalizada en Perseus. Traducción griego-inglés por W.H.S. Jones & H.A. Ormerod, Harvard University Press, 1918. Véase también en Livius.

### Moderna
- Cunliffe, Barry (1997). The Ancient Celts (en inglés). Oxford: Oxford University Press. ISBN 0198150105.
- Ellis, Peter Berresford (1998). Celt and Roman: the Celts of Italy. Nueva York: St. Martin's Press. ISBN 978-0312214197.
- Kruta, Venceslas (2000). Les Celtes. Histoire et dictionnaire, des origines à la romanisation et au christianisme (en francés). París: Robert Laffont. ISBN 2221056906.
- Montagu, John Drogo (2000). Battles of The Greek and Roman Worlds: A Chronological Compendium of 667 Battles to 31 BC From the Historians of the Ancient World (en inglés). Greenhill Books. ISBN 9781853673894.
- Navarro, José María de (1928). «The Coming of the Celts». The Hellenistic Monarchies and the Rise of Rome. Cambridge: Cambridge University Press. Volumen VII de The Cambridge Ancient History (CAH).
- Ray, Fred Eugene, Jr. (2020). Hellenistic Land Battles 300-167 BCE: A History and Analysis of 130 Engagements. Jefferson: McFarland. ISBN 9781476682563.
- Smith, William (1848). «Acichorius».  En Murray, John, ed. Dictionary of Greek and Roman Biography and Mythology (en inglés). Boston, MA: Spottiswoode and Co.
- Theodossiev, Nikola (2004). «Celtic Settlement in North-Western Thrace during the Late Fourth and Third Centuries BC.» (PDF).  En H. Dobrzańska, V. Megaw & P. Poleska, ed. Council of American Overseas Research Centers (CAORC) (en inglés) (Cracovia: Institute of Archaeology and Ethnology of the Polish Academy of the Sciences). Archivo PDF solo en versión descargable. OCLC 892023958. Archivado desde el original el 4 de marzo de 2016.